# Bergen Station
 Ikke at forveksle med Bergen Station (1883-1913).
Bergen Station (Bergen stasjon) er den største jernbanestation og banegård i byen Bergen i Norge. Det er endestation for Bergensbanen, og betjenes af fjerntog fra Oslo samt NSB's lokale tog fra Arna, Voss og Myrdal. Den er beliggende på den østlige side af byens centrum og har fire perroner.

## Historie
Stationen blev åbnet 26. maj 1913, fire år efter åbningen af selve Bergensbanen, og afløste den tidligere hovedbanegård, som lå længere mod vest. Banegårdsbygningen er en af de fornemste i Norge. Arkitekten var Jens Zetlitz Monrad Kielland, der også designede Gamlehaugen og stenbygninger på Bryggen. Bygningen er blevet beskyttet mod ikke-trivielle ændringer siden 2003, banegården er fredet.
Efter at Norsk Spisevognselskap blev etableret i 1921, blev det forsøgt at finde et egnet sted til en restaurant i banegården i Bergen. Der var på det tidspunkt en lille restaurant i banegårdsbygningen, men der var ikke tilstrækkelig plads til opbevaring af fødevarer. På grund af høje ejendomspriser i området, valgte Norsk Spisevognselskap i stedet at etablere en kiosk på stationen fra 1. maj 1922. Samme år begyndte diskussionen om oprettelse af et hotel i nærheden af banegården, som førte til etablering af Hotel Terminus, som var ejet delvist af NSB, dels af Spisevognselskapet og dels af andre parter. Spisevognselskapet etablerede en restaurant i banegården fra 2 april 1937.